# Scopifera longipalpalis
Scopifera longipalpalis là một loài bướm đêm trong họ Noctuidae.